# 二川村 (福岡県八女郡)
二川村（ふたかわむら）は、福岡県八女郡にあった村。現在の筑後市の一部。

## 地理
山ノ井川（藤島川）、花宗川の中流域に位置していた。

## 歴史
- 1889年（明治22年）4月1日 - 町村制の施行により、上妻郡高江村、富重村、若菜村、和泉村、長崎村、庄島村、富久村、四ケ所村、江口村が合併して村制施行し、二川村が発足[1][2]。
- 1896年（明治29年）4月1日 - 郡の統合により八女郡に所属[1][3]。
- 1908年（明治41年）1月15日 - 八女郡下妻村、水田村と合併して水田村が存続して廃止された[1][2]。

## 教育

### 小学校
- 1901年（明治34年）- 二川尋常小学校設立（現筑後市立二川小学校）[1]。